# Obuwie deskorolkowe

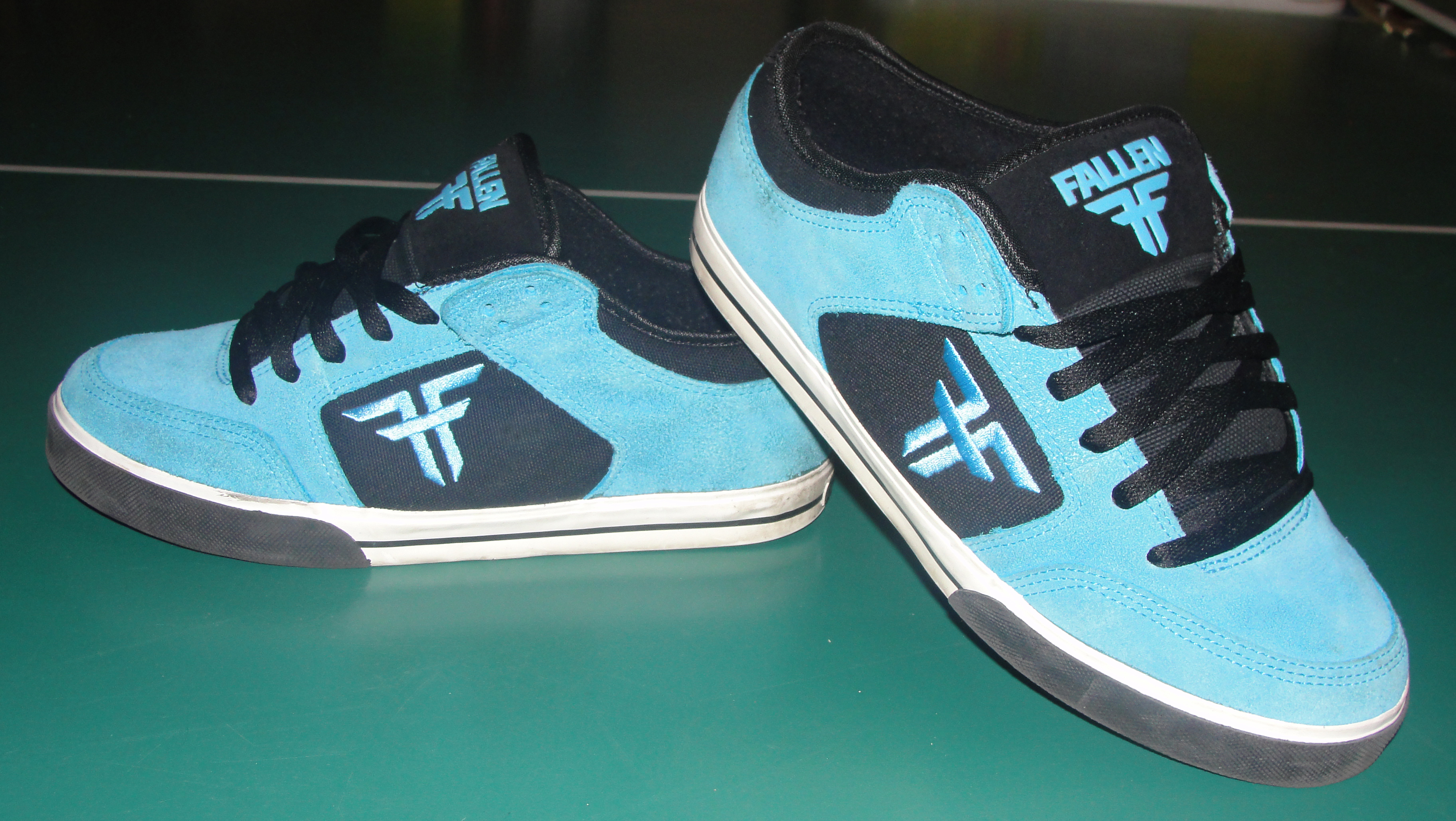
Obuwie deskorolkowe firmy Fallen

Obuwie deskorolkowe – rodzaj obuwia sportowego, przeznaczonego do uprawiania jazdy na deskorolce.
Obuwie takie charakteryzuje się odpowiednio miękką podeszwą, specjalnie dobranymi materiałami oraz innowacjami w konstrukcję obuwia. Ze względu na fakt, iż podczas uprawiania sportu jakim jest skateboarding obuwie przez cały czas trze o papier ścierny na deskorolce, but musi być odpowiednio skonstruowany aby nie uległ zniszczeniu. W tym celu stosuje się specjalnie wzmocnioną przednią część cholewki (ang. ollie pad), podwójne szwy oraz inne systemy. Obuwie deskorolkowe można kupić głównie w skateshopach.